# Le Petit Dinosaure : La Pluie d'étoiles glacées
Pour les articles homonymes, voir Le Petit Dinosaure.
Série
La Pierre de feu
(2000) Mo, l'ami du grand large
(2002)
Pour plus de détails, voir Fiche technique et Distribution.
Le Petit Dinosaure 8 : La Pluie d'Étoiles Glacées ou Petit-Pied, le dinosaure 8 : Le Grand Gel au Québec (The Land Before Time VIII: The Big Freeze) est un film d'animation américain réalisé par Charles Grosvenor et sorti  directement en vidéo en 2001. C'est le huitième film de la saga Le Petit Dinosaure.

## Synopsis
C'est la première fois qu'il neige dans la vallée des merveilles et tous tes amis dinosaures en profitent pour faire la fête. Mais la « pluie d'étoiles glacées » leur réserve une mauvaise surprise car avec le froid, certains vont devoir quitter la Grande Vallée. Petit-Pied, Céra, Becky et Pétrie se font du souci à propos de Pointu qui décide de partir avec un stégosaure (troupeau de son espèce).
Becky le suit secrètement dans le « mystérieux au-delà » où ses parents lui avaient pourtant défendu d'aller. Malgré les dangers nos trois amis partent alors à leur recherche...

## Fiche technique
- Titre original : The Land Before Time VIII : The Big Freeze
- Titre français : Le Petit Dinosaure 8 : La Pluie d'Étoile Glacées
- Titre québécois : Petit-Pied, le dinosaure 8 : Le Grand Gel
- Réalisation : Charles Grosvenor
- Scénario : John Loy
- Musique : Michael Tavera et James Horner
- Production : Charles Grosvenor
- Sociétés de production : Universal Studio Homes Video et Universal Cartoon Studios
- Pays d'origine : États-Unis
- Format : Couleurs - 1,33:1 - Dolby Digital
- Genre : Animation
- Durée : 76 minutes
- Date de sortie :  États-Unis : 04 Décembre 2001 ;  France : 05 Novembre 2002

## Distribution

### Voix originales
- Thomas Dekker : Petit-Pied
- Anndi McAfee : Céra
- Aria Curzon : Becky
- Jeff Bennett : Pétrie, Corythosaurus
- Rob Paulsen : Pointu, Stegosaurus
- Tress MacNeille : Mère de Becky, Mère de Pétrie
- Robert Guillaume : M. Gros-Nez
- Jeremy Suarez : Tippy
- Susan Krebs : Mère de Tippy, Ankylosaurus
- Kenneth Mars : Grand-Père
- Miriam Flynn : Grand-Mère
- John Ingle : Narrateur, Père de Céra, Topsy

### Voix françaises
- Stéphanie Lafforgue : Petit-Pied
- Kelly Marot : Céra
- Caroline Combes : Becky / les frères et sœurs de Becky
- Roger Carel : Pétrie
- Patrice Schneider : Pétrie (chant)
- Évelyne Grandjean : Mère de Becky
- Henri Labussière : M. Gros-Nez
- Pierre Baton : Grand-Père
- Frédérique Tirmont : Grand-Mère
- Jacques Frantz : Père de Céra
- Danièle Hazan : Mère de Pétrie / Mère de Tippy
- Patricia Legrand : Tippy
- Yves-Marie Maurin : le narrateur